# Stardust (sonda espacial)
Stardust é uma nave espacial da NASA, gerenciada pelo Laboratório de propulsão a jato, (JPL) da NASA na Califórnia. Foi lançada em 7 de fevereiro de 1999, pelo foguete Delta II, no Cabo Canaveral, estado da Flórida. A sua finalidade é o de investigar o cometa Wild 2 e o asteroide Annefrank, além de recolher poeira interestelar.
Stardust é a primeira missão norte-americana, dedicada única e exclusivamente para explorar um cometa com a finalidade de retornar material extraterrestre, fora da órbita da Lua.
A Stardust aproximou-se de Wild 2 em 2 de janeiro de 2004, após uma viagem de quatro anos pelo espaço. Durante esta aproximação ele coletou amostras de poeira do cometa e obteve fotos detalhadas do seu núcleo gelado.
Adicionalmente a sonda Stardust deverá trazer amostras de poeira interestelar que foi recentemente descoberta passando pelo Sistema Solar e se dirige para a constelação de Sagitário.
A sonda Stardust chegou a 15 de janeiro de 2006 à Terra, para entregar as amostras do material proveniente do cometa dentro de uma cápsula.

## A sonda Stardust

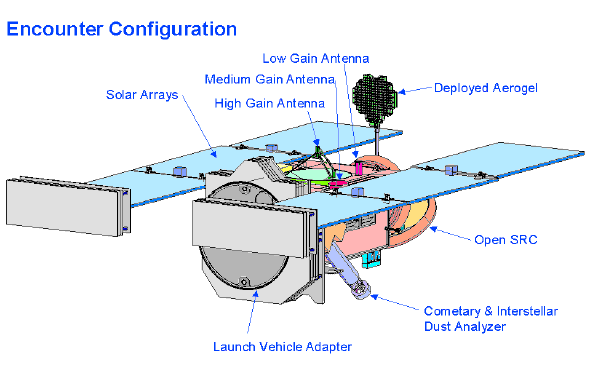
Diagrama da sonda Stardust.

A sonda Stardust apresenta na sua frente um conjunto de três escudos que visam a proteger a sonda do impacto das partículas do cometa. Dois escudos protegem os painéis solares e o último escudo, protege o corpo principal da sonda.
A sonda não dispõe de painéis-solares móveis, portanto a sonda inteira deve se mover para que o Sol possa iluminá-las adequadamente. Na parte traseira da sonda se situa a cápsula de coleta de material que se abre conforme o programado e no final¸ será fechada e lacrada e finalmente será lançada em direção a Terra. Quando em configuração de cruzeiro o coletor permanece dentro da cápsula.
Devido a grande distancia do Sol a sonda será capaz de funcionar plenamente com apenas 15% da intensidade que o Sol tem na Terra.
A cápsula da Stardust vai entrar na atmosfera da Terra com uma velocidade de 12,9 quilômetros por segundo. Velocidade esta 70% superior a velocidade de reentrada das cápsulas das missões Apollos.
Cronograma da Stardust
- Lançamento – Fevereiro de  1999
- Manobras com o auxílio da força da gravidade da Terra – Janeiro de 2001
- Encontro com o cometa Annefrank – Novembro de 2002
- Encontro com o cometa Wild 2 – Janeiro de 2004
- Retorno a Terra – Janeiro de 2006

## A missão
Acredita-se que o material recolhido pela sonda seja antigo, de época anterior à existência do Sistema Solar e que também seja formado de grãos e de nuvens de poeira remanescentes da época da formação do Sistema Solar.
Para encontrar com o cometa Wild 2, a sonda teve que fazer três voltas em torno do Sol. Na segunda volta ocorreu a trajetória de interseção com o cometa.  Durante este encontro, a sonda Stardust realizou uma série de tarefas como a contar o número de partículas com o instrumento científico denominado de Dust Flux Monitor (DFM) e em tempo real, analisar a composição destas partículas e substâncias voláteis pelo Comet and Interstellar Dust Analyzer (CIDA).
Utilizando uma substância denominada de Aerogel, a sonda Stardust consegue capturar e armazenar em segurança amostras do cometa, na sua longa jornada de volta para a Terra. Ela é constituída de silício, material que foi construído junto com a grade do coletor de aerogel, que é similar a uma grande raquete de tênis.
Em janeiro de 2006, deverá a Stardust retornar e entregar a cápsula com as amostras dentro de um paraquedas, pesando aproximadamente 57 quilogramas.
Stardust é a quarta missão da NASA do Programa Discovery, programa este que consiste na construção de pequenas naves espaciais de pesquisa espacial, que levem no máximo 36 meses para ficarem prontas e que custem menos de US$ 190 milhões de dólares em desenvolvimento e que o custo total da missão, seja inferior a US$ 299 milhões de dólares.
A missão Stardust veio depois das missões: Mars Pathfinder, Near Earth Asteroid Rendezvous ou (NEAR) e da Lunar Prospector.
Este é um programa de pesquisa espacial visa a obter dados científicos relevantes em missões de baixo custo, onde se emprega tecnologia de ponta, e cujas missões possam ser levadas adiante em um curto espaço de tempo.

## Equipamentos da sonda

### Dust Flux Monitor Instrument (DFMI)
O instrumento DFMI é um sofisticado equipamento de contagem de partículas, constituído de duas câmeras acústicas que monitoram os choques, que serão relativamente raros, mas perigosos para a nave espacial.
O DFMI foi construído com um avançado material nunca antes utilizado. Este instrumento faz o uso da polyvinylidene fluoride (PVDF), um sensor de poeira desenvolvido no laboratório do Professor John Simpson da University of Chicago.
O DFMI consiste em uma unidade de sensoreamento (Sensor Unit (SU)) e uma caixa eletrônica, (Electronics Box (EB)) e de dois sensores acústicos montados na sonda Stardust. A unidade de sensoriamento é montada na parte externa da nave e a sua caixa eletrônica é montada internamente a sonda.

### Navigation Camera (NC)
É um sistema usado para orientar a navegação da sonda na sua aproximação ao cometa, para que chegue próximo do cometa o suficiente, para que possa coletar a sua poeira.
Esta câmera também se destina a tirar fotos do cometa, com imagens de alta resolução do núcleo do cometa, de sua aproximação e de seu afastamento.
A câmera de navegação deverá montar uma imagem em três dimensões do núcleo do cometa, para melhor entender a sua morfologia, para procurar por irregularidades minerais em seu núcleo, e fornecer dados sobre a sua rotação.

### Cometary and Interstellar Dust Analyzer (CIDA)
Este equipamento é o mesmo instrumento que equipou as sondas Giotto e as duas sondas Vega, onde obteve diversos dados sobre a composição química das partículas do cometa Halley. Este instrumento está localizado na parte debaixo da sonda.
CIDA é um espectrômetro de massa, que determina as dimensões dos íons comparando a diferença de tempo no impacto. O instrumento opera da seguinte maneira.
Quando uma partícula colide com o instrumento, uma grelha eletrostática retira os íons deles.Dependendo da polaridade da grelha, íons positivos ou negativos são extraídos da poeira.
Os íons extraídos movem-se através do instrumento e eram rebatidos em direção do refletor, e este os lia. Íons pesados levam mais tempo para se mover através do instrumento do que os íons mais leves e a diferença de tempo de vôo dos íons eram utilizados para calcular as suas massa.

### Sample Return Capsule (SRC)
A cápsula de retorno das amostras é uma estrutura compacta, consistindo de um receptáculo ou canister com um escudo térmico-mecânico protetor, um sistema de navegação e um pequeno pára-quedas.
O canister é construído para recolher partículas durante o voo do Stardust, sendo o feito mais importante de toda a missão e deve retornar a Terra em segurança. Na sua base está um escudo térmico-mecânico protetor que visa a protegê-lo quando de sua entrada na atmosfera da Terra. Durante o voo, esta estrutura se abre como uma ostra, permitindo que o coletor de poeira em aerogel possa coletar as partículas dispersa no espaço.
A cápsula armazena as amostra do cometa e de poeira interestelar e os coloca em  segurança dentro do seu escudo protetor, que depois de terminada a coleta, ele se dobra de forma firme e sela o seu conteúdo, impedindo que seja contaminado pela atmosfera da Terra, quando de seu retorno.
Pouco antes de sua chegada a Terra, o escudo protetor é liberado para a atmosfera terrestre. O restante da sonda permanecerá no espaço.

### O aerogel
O objetivo primário desta missão é o de coletar amostras do cometa e da poeira interestelar. O principal desafio é o de capturar partículas em alta velocidade com o mínimo aquecimento possível, ou outros efeitos quaisquer, a fim de manter a integridade da amostra.
Quando a sonda Stardust encontrou-se com o cometa, suas partículas estavam viajando a uma velocidade seis vezes superior a um tiro de um rifle. Embora as partículas capturadas tenham um tamanho inferior ao de um grão de areia, a captura em alta velocidade pode alterar a sua forma e a sua composição química, ou mesmo totalmente vaporiza-la.
Para coletar as partículas sem danificá-las, utilizou-se o aerogel. É uma substância baseada no silício que possui uma estrutura semelhante a de uma esponja, com 99,8% do volume composto por espaços vazios. Em comparação com o vidro ele é 1 000 vezes menos denso, que é também uma substância baseada no silício.
Quando uma partícula atinge o aerogel, ela queima o aerogel e este deixa uma marca de cor da cenoura com o comprimento cerca de 200 vezes o tamanho da partícula. Isso causa a diminuição na velocidade da partícula até ela parar completamente.
Como o aerogel é uma material quase que transparente, com aspecto semelhante a de uma fumaça de cor azul, os cientistas deverão enxergar os traços de impactos dentro do aerogel.

## Microchips da Stardust
A Stardust foi lançada ao espaço transportando dois microchips do tamanho aproximado de uma moeda. Trata-se de uma promoção da National Space Society que visa a inscrever eletronicamente nomes das pessoas em chips. Duas cópias de cada microchip foram instaladas na sonda (no total de 4 microchips). Dois destes microchips estão instalados no interior da cápsula de retorno e deverão voltar a Terra. Os outros dois chips permanecerão no corpo da sonda que ficará no espaço para sempre.
No interior do primeiro microchip estão catalogados 160 000 nomes de pessoas que se inscreveram na promoção. No segundo microchip foram inscritos 1 milhão de nomes.

## Propulsão
Como a nave Stardust executa uma trajetória de baixa energia, para atingir o cometa Wild 2 e retornar a Terra, ela praticamente executa apenas manobras auxiliadas pela ação da gravidade. A sonda utiliza um modesto sistema de propulsão de monopropelene a hidrazina.

## Computador
A Stardust possui um processador RAD 6000 de 32-bits que executa todo o processamento da sonda, de seus subsistemas, incluindo a cápsula de retorno. Possui uma memória de 128 Mbytes para armazenar dados e fornecer espaço para o processamento. Embora apenas use apenas 20% da memória, o restante do espaço é utilizado para processar dados dos instrumentos científicos e guardarem dados que serão enviados para a Terra. Estão previstos o envio de cerca de 600 Mb (megabits) de imagens feitas pela câmera de navegação, 100 Mb de dados coletados pelo instrumento Comet Interstellar Dust Analyzer (CIDA) e 16 Mb pelo Dust Flux Monitor (DFM).

## Comunicações
O sistema primário de comunicações entre a Rede de Antenas de Espaço Profundo (Deep Space Network) e a sonda é feito através de ondas de raio-X, o mesmo tipo de transponder desenvolvido para a sonda Cassini, com um amplificador de 15 watts e uma antena parabólica de alto-ganho de 0,6 metros.
Possui ainda uma antena de médio ganho, destinada apenas a transmitir dados e três antenas de baixo ganho, destinadas apenas a receberem dados.

## Energia
Duas antenas fixas foram de imediato ativadas após o lançamento. Elas têm 6,6 metros quadrados de área. Alimentam uma bateria de níquel-hidrogênio (NiH2) de 16 ampéres-hora.

## Controle térmico
O controle de temperatura utiliza meios passivos e de persianas, para controlar a temperatura das baterias e do amplificador da antena. Coberturas térmicas além do sistema de múltiplas camadas são utilizadas para controlar a temperatura em outros pontos da sonda. Quando necessário, são ativados os radiadores para drenarem o excesso de calor.

## A estrutura
A estrutura da sonda Stardust consiste em uma avançado composto de liga leve na forma de uma caixa retangular, com dimensões aproximadas de 1,7 metro por 0,66 metros de lado. Caixa constituída de fibra de grafite com módulos de alumínio no seu corpo principal. Tem uma massa de 380 quilogramas incluindo o propelente.

## Trajetória
A sonda Stardust efetuará três órbitas em torno do Sol (loop) que levarão sete anos para completar, desde o seu lançamento até o seu retorno a Terra.
Sua trajetória foi otimizada para atingir a quatro objetivos.
- Primeiro - Para conseguir interceptar o cometa Wild 2, com a velocidade mais baixa possível.
- Segundo – Para conseguir maximizar o tempo de coleta da poeira interestrelar.
- Terceiro – Para minimizar a quantidade de energia (combustível) utilizada para escapar da gravidade da Terra.
- Quarto – Para retornar à Terra na velocidade mais baixa possível.

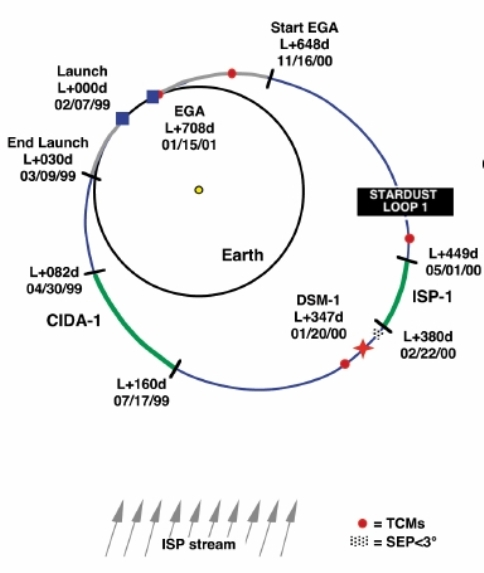
Primeira volta.

Na primeira volta (loop), a sonda Stardust inicia a captura de partículas do cometa Wild 2 (CIDA-1) mesmo que ele não esteja lá, pois se pretende capturar as partículas deixadas por outras passagens do cometa.  Mais a frente se encerra esta captura, mas se inicia outra captura. A da poeira interestelar (ISP-1). (L+084d significa: Lançamento + 84 dias após o lançamento.)
Nesta primeira volta serão efetuadas três correções de trajetória (TCM).
A sonda Stardust levará cerca de 708 dias para completar a volta inicial:
Glossário dos mapas
- CIDA Cometary and Interstellar Dust Analyzer (Successor to PIA)
- EGA Earth Gravity Assist
- DSM Deep Space Maneuve
- ISP Interstellar Particle
- TCM Trajectory Correction Maneuve

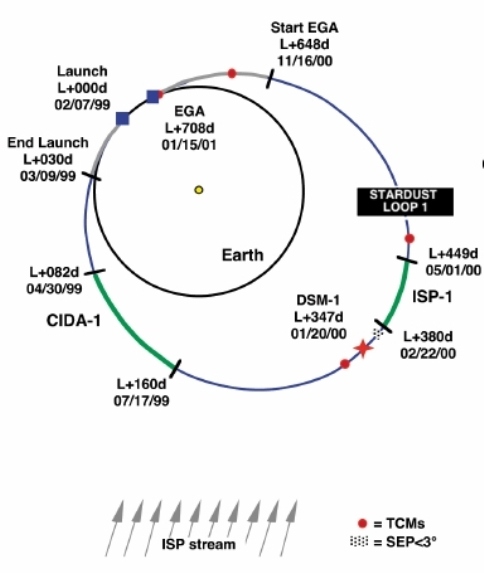
Segunda volta.

Na segunda volta temos uma segunda coleta de partículas do cometa (CIDA-2), mas ainda não haverá o encontro com o cometa Wild 2. Também haverá uma segunda coleta de poeira interestelar (ISP-2). Haverá então o encontro do cometa Annefrank em 2 de novembro de 2002 onde se tentará coletar partículas deste cometa. Devido a grande distância que o cometa estará, cerca de 3 000 quilômetros, as fotografias do cometa não serão muito nítidas, mas este encontro servirá para testar e ajustar os equipamentos para o esperado encontro com o cometa Wild 2.
Nesta volta existirão duas correções de trajetória (TCM) e a duração da volta será algo em torno de 918 dias.

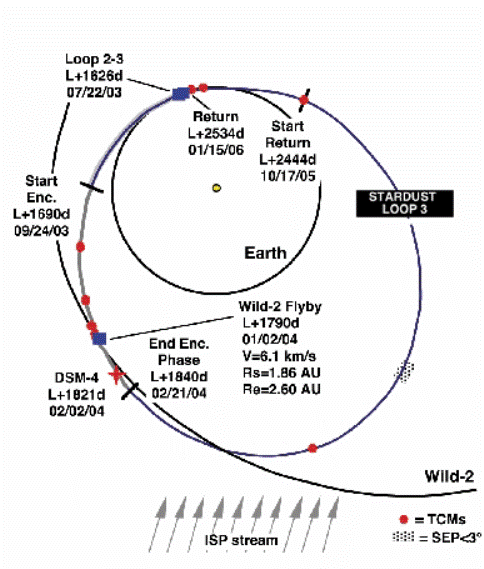
Terceira volta.

Na terceira volta em torno da Terra, aí sim teremos finalmente o encontro da sonda Stardust (CIDA-3) com o cometa Wild 2. Vão existir diversas correções de trajetória, inclusive a que vai lançar a cápsula com o material coletado de volta a Terra.  Não será feito à coleta de poeira interestelar, sendo que a cápsula será lacrada depois de finalizada a coleta do Wild 2.  Esta volta deverá durar cerca de 908 dias, com o pouso da cápsula prevista para 2 de janeiro.

## O encontro

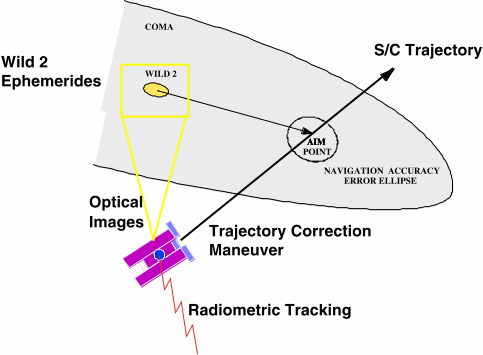
Encontro da sonda com o Wild 2.

A coleta de material do cometa se iniciou em 31 de Dezembro de 2003 e foi até 2 de Janeiro de 2004¸ após a sua máxima aproximação com o núcleo do cometa. Estas partículas estarão viajando a uma velocidade seis vezes superior a de um tiro de rifle. Terminado este encontro, n viagem de volta a Terra a sonda deverá percorrer cerca de 1,14 bilhões de quilômetros.
"Nossos dados indicaram que nos voamos através de bolhas de partículas do cometa que empurravam a sonda em pelo menos 10 vezes, até que a primeira camada de nosso escudo apresentou uma brecha. Ficamos felizes em ter mais algumas camadas de segurança em nosso escudo". Disse o gerente do projeto Stardust, Tom Duxbury do Jet Propulsion Laboratory da NASA.
A sonda Stardust entrou no envoltório do cometa, uma vasta e nuvem de poeira e gás que envolve o núcleo do cometa em 31 de Dezembro de 2003. Uma tarefa necessária, mas ao mesmo tempo perigosa para a integridade da sonda espacial, que aparentemente nada sofreu com esta ação.

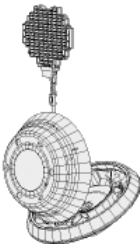
Coletor de aerogel e o canister.

"Esperávamos-nos que houvesse um aumento constante no número de partículas a medida que se aproxima-se do núcleo do cometa e então ocorreu uma redução", disse o cientistas Dr. Don Brownlee  da University of Washington¸ coordenador chefe das investigações sobre o Stardust. "Ao invés disso¸ nossos dados indicaram que voamos por meio de uma nuvem de partículas e em seguida quase nada e então voamos novamente no meio de outra nuvem de partículas".
A sonda Stardust escavou a nuvem de partículas que se movia a uma velocidade de 6.1 quilômetros por segundo, quase que instantaneamente os instrumentos de bordo a analisaram e armazenaram estas partículas para uma analise posterior e mais profunda na Terra. Durante esta fase de captura a sonda efetuou diversas fotos do núcleo do cometa, que estava situado a uma distancia de 5 quilômetros.
"Nossa câmera de navegação foi feita para auxiliar a navegação e não para fins científicos", disse Ray Newburn, o chefe da equipe do Stardust. "Mas estas são as melhores imagens feitas deste cometa e uma quantidade incrível de informações chegaram destas 72 fotos do cometa. Não apenas nos fizemos imagens dos jatos de material saindo do cometa, mas pela primeira vez na história, pudemos ver a sua localização e a sua origem na superfície do cometa"
No dia 2 de Janeiro¸ poucos minutos depois de sua máxima aproximação com o cometa Wild 2¸ a Stardust apontou a sua antena de alto ganho para a Terra e iniciou a transmissão de mais de 30 horas de observações deste cometa.
Seis horas mais tarde a grade do coletor foi retraída e lacrada e somente será novamente aberta numa sala limpa no Centro Espacial Johnson¸ isso no início de janeiro de 2006.

## O retorno

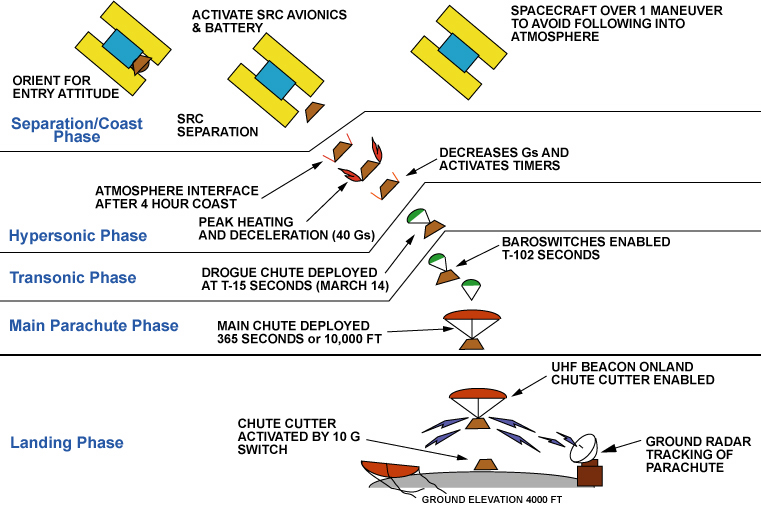
Diagrama da reentrada do cápsula na atmosfera.

A cápsula que contém o material coletado (Sample Return Capsule =  SCR) deverá entrar diretamente na atmosfera da Terra. Quatro horas após sua separação da sonda Stardust, a cápsula deverá atingir a atmosfera terrestre. A cápsula deverá pousar dentro de uma área de 84 km por 30 km, bem dentro de um campo de treinamento e de testes do estado norte-americano de Utah.
Inicialmente um pára-quedas piloto deverá se abrir quando a velocidade estiver mais  reduzida pelo atrito da cápsula com a atmosfera. Quando a cápsula estiver a cerca de 3 000 metros de altitude, um segundo pára-quedas mais reforçado deverá se abrir. Então se iniciará uma transmissão de UHF que agirá como farol, para que a sonda possa ser rastreada por radares durante a sua descida.
Após o pouso, a cápsula deverá ser recuperada por meio de um helicóptero ou por meio de veículos da equipe de terra e transportada para uma sala limpa, para a retirada das amostras do canister, que serão levadas ao Centro Espacial Johnson.

## Programa Discovery
A missão Stardust é a quarta missão do programa de exploração espacial da NASA denominado de Programa Discovery, um programa científico que estabeleceu metas para o desenvolvimento de missões de baixo custo para a pesquisa espacial.

## Sucesso no retorno da cápsula
Em 15 de Janeiro de 2006 a sonda Stardust obteve sucesso ao chegar na atmosfera terrestre, a cápsula contendo amostras do cometa e de poeira estelar.
A cápsula de 45 kg pousou às 3 horas e 10 minutos, hora local, no deserto do Estado de Utah, no noroeste dos Estados Unidos.
Quando a cápsula se encontrava a 105 000 pés, um pequeno pára-quedas se abriu e estabilizou a cápsula. Quando foi atingido a altitude de 10 000 pés, o pára-quedas principal se abriu e permitiu um pouso suave no deserto. Devido à escuridão da noite foram utilizados câmeras infravermelhas para monitorar a descida da cápsula.